# Caryedon uganda
Caryedon uganda là một loài bọ cánh cứng trong họ Bruchidae. Loài này được Johnson, Southgate & Delobele miêu tả khoa học năm 2004.